# Zaharia Stancu
Zaharia Stancu (n. 5 octombrie 1902, Salcia, județul Teleorman – d. 5 decembrie 1974, București) a fost un scriitor român, poet, romancier, prozator, director de teatru, jurnalist și publicist, academician, laureat al Premiului Herder.
Zaharia Stancu și-a început cariera literară ca gazetar și poet liric, a devenit un militant activ de stânga, romancier angajat după război, în primii ani ai puterii populare. Ulterior a scris proză realistă, naturalistă, marcată însă de un lirism specific. A reînceput să scrie poezie în ultimii ani ai vieții.
Romanul Desculț (1948) a fost masiv promovat în perioada comunistă, fiind cel mai tradus roman al unui autor de limba română și parcurgând globul „în sandale de aur”, după cum îi plăcea autorului să spună. A fost tradus în 24 de limbi până în 1988, existând, printre altele, o traducere și în limba japoneză.
Cu toate acestea, în opinia mai multor critici, cele mai importante cărți ale lui sunt romanele Șatra, Jocul cu moartea și Pădurea nebună (Dilîi-orman; două cuvinte provenite din două limbi, care definesc aria sa natală, Diliorman sau Teleorman).

## Biografie
Zaharia Stancu s-a născut în 1902 în localitatea Salcia, județul Teleorman, în Câmpia Dunării. După ce a abandonat școala la vârsta de 13 ani, a lucrat în diverse meserii până în 1919, când și-a continuat studiile de literatură și filosofie la Universitatea din București.
După ce a primit diploma de licență (1933), a lucrat ca editor, a condus sau a colaborat la reviste precum Azi, Lumea Românească, Revista română, Gândirea.
A fost recunoscut atât ca poet cât și ca prozator de valoare încă din perioada interbelică, în cercurile literare și publicul larg.
Gloria și recunoașterea majoră le-a cunoscut însă după război, fiind promovat de puterea comunistă din rațiuni ideologice.
A fost director al Teatrului Național din București (1946-1952, 1958-1968), membru al Comitetului de direcție al Editurii pentru Literatură și Artă (din 1948), președinte al Uniunii Scriitorilor (din 1947) și al Societății Scriitorilor Democrați din România (din 1948). A publicat romanul Desculț în anul 1948, opera sa angajată fiind inclusă în toate programele școlare din perioada comunistă.
A fost exclus din Partidul Muncitoresc Român, apoi reprimit.
A fost descris ca „intelectual de servici” al regimului din cauza faptului că s-a manifestat în favoarea unor scriitori ca Howard Fast sau Boris Pasternak.
În 1955 a devenit membru titular al Academiei Republicii Populare Române, după ce se afirmase deja plenar în viața politică, ca deputat în Marea Adunare Națională în sesiunea 1948-1952, imediat după proclamarea Republicii. În 1966, la un an de la instalarea la putere a lui Ceaușescu, Stancu a preluat, pentru al doilea mandat, șefia Uniunii Scriitorilor.
A fost sărbătorit cu fast la aniversarea a 70-a.
A încetat din viață în 1974, la vârsta de 72 de ani.

## Antifascism și proletcultism

### Înainte, în timpul războiului mondial și imediat după acesta
În perioada interbelică, Zaharia Stancu a trecut de la orientarea gândiristă la socialismul militant.
În război a avut o atitudine vehement antifascistă, accentuată spre finele conflictului, fapt pentru care a petrecut un scurt timp de detenție în lagărul de la Târgu-Jiu. A fost acuzat de către unii critici (Ion Coja) că a manifestat o atitudine antifascistă din oportunism.
În 1945, Zaharia Stancu a publicat Zile de lagăr, în care istorisește momentele petrecute în lagărul din Târgu-Jiu (1942-1943).
Pentru simpatiile sale de stânga, publicistul a fost internat alături de alții, precum Victor Eftimiu, Mihai Ralea, Ion-Gheorghe Maurer, Zaharia Boilă. Printre altele, în volum, el a relatat faptele de glorie care l-au apropiat de mișcarea comunistă. În anii 1930, lăudase activitatea ministrului de Externe Nicolae Titulescu, promotorul destinderii relațiilor româno-sovietice.
La Lumea Românească, angajase redactori comuniști urmăriți de Siguranță. „Scriam cu pistolul pe masă și mă mir și astăzi cum nu s-a găsit atunci un nebun să-mi găurească țeasta”, scria Zaharia Stancu. În detenție, s-a remarcat printr-o grevă a foamei, ce a ținut 10 zile. De la Maurer a reînvățat atunci cum să mănânce fără să-i fie rău. Meniul trebuia să conțină „zeamă de lămâie, zeamă de portocale, mai târziu ceai, pe urmă lapte”, fără pâine și carne.

### Anii ’50-’60. Conflictul cu Ceaușescu
În 1951, Stancu a publicat volumul Călătorind prin URSS. Note și impresii de drum.
El a scris despre edificii semnificative pentru „mișcarea comunistă internațională”. S-a plimbat pe sub zidurile Kremlinului, a vizitat Muzeul lui Lenin, Mausoleul lui Lenin, Galeriile Tretiakov, Biblioteca Lenin, Muzeul Marii Revoluții din Octombrie, strada Gorki, Piața Roșie. Cu „evlavie”, în numeroase rânduri, Stancu și-a afirmat dragostea „nețărmurită” față de „marea putere sovietică” și „genialul părinte al popoarelor Iosif Stalin”. Mâna îi tremură când așterne „câteva gânduri” în cărțile de oaspeți ale instituțiilor vizitate. „Copleșit de emoție” a stat la căpătâiul lui Lenin, care „doarme somn greu, adânc, după o viață de zbucium și luptă, de trudă și triumf”.
„Ai vrea să trăiești mereu la Moscova, să treci mereu pe lângă zidurile roșii-ruginii ale Kremlinului, vechi parcă de când lumea, să-ți arunci privirile la sutele de ferestre luminate, întrebându-te: dincolo de care din ele, la acea oră de noapte, când întunericul atârnă ca un ciorchine uriaș deasupra orașului, lucrează tovarășul Iosif Vissarionovici Stalin?”, nota, în alte pagini, scriitorul.
Stancu a fost exclus din Partidul Muncitoresc Român, în timpul verificărilor membrilor de partid (1950). A făcut într-una cereri să fie reprimit. Gheorghiu-Dej și-a dat acordul, însă mai tinerii membri ai Biroului Politic s-au opus. Cel mai virulent a fost Nicolae Ceaușescu. 
„Primul secretar al Partidului a pus problema literaților într-o ședință a Biroului Politic (BP), în 10 mai 1962. Argumentele lui Gheorghiu-Dej păreau întemeiate. «Eu cred că este bine să mergem în întâmpinarea dorinței acelor intelectuali, oameni de știință, oameni de vază, care doresc să fie membri de partid și să le dea aprobarea însăși conducerea partidului, să fie un act al conducerii partidului», a zis Gheorghiu-Dej. «Ei să nu fie primiți prin organizațiile de bază». Propunea ca aspiranții să redacteze cereri individuale, Secretariatul CC să le discute și presa să le publice, dimpreună cu aprobarea Biroului Politic.” 

### Acuzat de a fi fost agent al Siguranței Statului
„Împotriva autorului romanului Desculț s-au pronunțat, pe rând, Ion Gheorghe Maurer, Nicolae Ceaușescu, Alexandru Drăghici, Emil Bodnăraș. Cu toții l-au acuzat că fusese «agent de Siguranță». «Noi avem și ce a dat el», a plusat Nicolae Ceaușescu. După care a precizat că Zaharia Stancu fusese «efectiv» agent, până după 23 august 1944. «Avem documente în acest sens». Șeful Securității, Alexandru Drăghici, a completat portretul controversat al publicistului. În tinerețe, a spus el, lucrase ca agent acoperit în județul Teleorman. În timpul discuțiilor, Ion Gheorghe Maurer și Leonte Răutu și-au nuanțat poziția.
Maurer, avocat în perioada interbelică, a recunoscut că, ilegalist fiind, colaborase cu folos cu Zaharia Stancu. Iar scriitorul nu-l «dăduse». Adică, în jargonul foștilor ilegaliști, nu-l trădase Siguranței. Și Leonte Răutu a pus o vorbă bună, deși păstra rezerve față de primirea scriitorului în partid. Din sursele sale, reieșea că Stancu avusese activitate informativă pe timpul războiului. Dar nu în rândurile comuniștilor, ci printre alți intelectuali. Se compromisese și altfel. În timpul conflictului sovieto-finlandez, publicase articole împotriva URSS. Totuși, după 23 august 1944 s-a repliat rapid, prin «activitate democratică». Iar la sugestia conducerii PCR, a redactat și publicat diverse articole.
Numai Ceaușescu a rămas pe poziții până la final, scoțând la iveală că, și în timpul școlii, elevul Stancu oferea informații serviciilor secrete. L-a determinat astfel pe Gheorghiu-Dej să ceară verificarea atentă a documentelor strânse la Ministerul de Interne, la dosarul scriitorului. Ultimul cuvânt i-a aparținut «stăpânului» documentelor secrete depuse la minister. Drăghici, care-l etichetase pe Stancu un «intelectual oportunist», a promis că va analiza «și activitatea democratică și contra democrației».
Datorită opoziției lui Ceaușescu și a lui Drăghici, scriitorul a mai așteptat doi ani în anticamera Partidului Comunist. Abia în 1964, la pachet cu George Ivașcu, a reprimit carnetul roșu. Numai că i s-a făcut un favor, fiindu-i calculată vechimea încă de la prima cerere, din 26 martie 1960. L-au admis aceiași tovarăși care l-au respins, cu doi ani înainte. Dar anii de «penitență» i-au spălat păcatele lui Stancu.”

### După Revoluția din 1989
Odată cu prăbușirea sistemului comunist, Stancu este eliminat treptat din programele școlare, apoi condamnat la o relativă uitare.
Reversul medaliei a făcut ca, fiindu-i promovate timp de decenii opere îndoielnice, să ajungă să fie cunoscut și definit prin și de acestea, literatura de reală valoare scrisă de el trecând în plan secund.
Recent, un oarecare proces de reabilitare a fost început de câțiva literați, intelectuali și autori marcanți. Astfel, Valeriu Râpeanu într-un articol din Curierul Național din 2012 afirmă:
„Cei o sută zece ani câți s-au împlinit în toamna aceasta de la nașterea lui Zaharia Stancu au constituit un prilej de meditație legată de destinul acestei tumultuoase, pasionale, neliniștite personalități care și-au legat numele de numeroase opere, fapta lui răsfrângându-se pozitiv asupra multor tărâmuri ale vieții spirituale românești timp de aproape cinci decenii.
Într-o existență nu prea lungă (1902-1974), ultimii trei ani fiind marcați de un accident cerebral care l-a lovit, dar nu l-a doborât, vigoarea sa moștenită de la părinții și strămoșii săi țărani i-a dat puteri să fie prezent în fruntea obștii scriitorilor și să apere scrisul românesc într-o vreme în care loviturile oficiale începeau să se întețească.

Poet, prozator, ziarist, constructor și conducător de ziare și reviste ce și-au cucerit un loc în istoria presei și literaturii române, director mulți ani al Teatrului Național din București, președinte al Uniunii Scriitorilor, pe orice tărâm a fost prezent, Zaharia Stancu nu a fost un figurant, n-a îndeplinit o «sarcină», cum se spunea după 23 august. Dimpotrivă, a fost un luptător fără cruțare, care se angaja cu toată ființa lui pentru promovarea adevăratei literaturi, a culturii românești și străine.”
Criticul Alex Ștefănescu scria în 2002 în România literară:
„Poetul continuă să înregistreze frumusețea lumii înconjurătoare, dar o face știind bine că în curând nimic nu-i va mai aparține. El își vizitează pentru ultima dată planeta natală înainte de-a o părăsi.

Există versuri în care poetul anunță că nu mai are mult de trăit - pe un ton firesc și tocmai de aceea tulburător:
«Acum sunt un om în amurg,/ Ora amiezii a fost dulce, dulce./ în cuibul ei din fulgi de zăpadă/ Luna s-a dus să se culce.» (Om în amurg);
«Întâi a murit frate-meu Alexe./ Cu groapa lui ni l-a furat pământul/ Eu am rămas afară să mă bată/ Soarele, ploaia și vântul.// Pe urmă a murit mama,/ Maria o chema, nume sfânt./ Surorile mele au gătit-o,/ Iar noi, fiii ei, am pus-o-n mormânt./.../ Eu am rămas iarăși afară,/ Dar cât o să mai întârzii pe-aici?» etc.
Dar și mai impresionante sunt poemele în care nu ni se spune nimic despre apropierea morții și care ne transmit totuși sentimentul ireparabilului, prin strania detașare cu care poetul trece în revistă frumusețile lumii. Se simte că o face pentru ultima oară:
«Pământul ne poartă pe umăr./ Ce ușori suntem!... Libelule./ Albinele harnice sunt sătule,/ Stupii de zumzet n-apuc să-i mai număr./ Plouă peste noi dimineața/ Ploaie de lumină, limpede, calmă». (Pământul ne poartă pe umăr);
«Viscolul are vlagă puțină,/ îl seacă soarele primăverii./ Candele mici, de lumină/ Aprind vișinii, prunii, merii.// Fluturul viețuiește câteva zile,/ Nici cât mireasma castanilor./ în oceanele globului sunt/ Topite zăpezile tuturor anilor.» (Norii se bat în capete) etc.

Poezia din poezia lui Zaharia Stancu (ca și poezia din proza sa), așa ușoară și volatilă cum este (ca «mireasma castanilor») reprezintă centrul de greutate al întregii lui opere.”
Despre opera lui Zaharia Stancu, Nicolae Manolescu a afirmat:
„Zaharia Stancu ar merita o relectură fără prejudecăți. Mă voi referi deocamdată la romanele sale de tinerețe, ignorate de critica interbelică si postbelică, abia menționate la bibliografie.”
... iar despre omul Zaharia Stancu:
„Într-o anumită împrejurare, am putut verifica și caracterul omului. I se reproșau multe, și de dinainte de război, și din primii ani ai regimului comunist, la care s-a adaptat fără dificultate. Nu i se ierta articolul despre Pasternak, când acesta primise Nobelul și fusese obligat de autoritățile sovietice să-l refuze. Nici discursuri rostite în fața lui Ceaușescu, deși uneori era evident că se compromitea pe sine ca să apere Uniunea noastră al cărei președinte era. Cum spuneam, am apelat la el într-o problemă personală. A intervenit imediat acolo unde trebuia.”
O sumă de remarci subtile și fine insinuări despre viața lui Stancu a formulat fostul său secretar particular, scriitorul Vlad Mușatescu, în memoriile sale publicate și în emisiunea Cafeneaua literară la TVR 

## Opera lui Zaharia Stancu în teatru și film
Proza lui Zaharia Stancu nu este ușor de pus în scenă, efectul actului artistic fiind generat cu precădere de descriere și narațiune, mai puțin de dialog. Cu toate acestea, câteva titluri au stat la baza unor remarcabile producții.
Dupa nuvela Costandina, regizorul Cornel Popa a realizat un spectacol omonim, produs de Televiziunea Română, având în distribuție pe Margareta Pogonat, Emanoil Petruț, Ica Matache, Dana Dogaru, Constantin Cojocaru, Eugenia Maci, Dan Condurache, Boris Petroff. Piesa este reprogramată periodic de diverse canale ale Televiziunii publice de peste trei decenii.
În 1976 a avut loc premiera filmului lui Andrei Blaier Prin cenușa imperiului, cu Gheorghe Dinică și Gabriel Oseciuc, ecranizare a romanului Jocul cu moartea.
În 1982 este realizat filmul Pădurea nebună, de Alexandru Corjos, ecranizare a romanului cu același nume. În distribuție: Florin Zamfirescu, Ion Besoiu, Horațiu Mălăele.

## Repere biografice importante ordonate cronologic
1902 - La 5 octombrie, se naște în comuna Salcia, județul Teleorman, al patrulea copil, din a doua căsătorie a lui Tudor Stancu Mitroi și al Mariei (născută Delcca Bratu). Ambii părinți aveau vocația narativă caracteristică țăranilor din Câmpia Dunării.
1911 - Începe școala primară în satul natal cu învățătorul Gheorghe Popescu-Bragadiru care îl apreciază. „...între 1911 și 1915 citisem sute de cărți și știam cât elevii buni din ultimele clase de liceu”.
1915 - Este ucenic la o tăbăcărie din Roșiorii de Vede și băiat de prăvălie.
1917 - Lucrează ca argat pe moșia boierească din Lisa.
Încearcă să se stabilească în București, ca vânzător de ziare.
Tot în 1917 face călătoria la sudul Dunării care, mult mai târziu, se va esențializa în romanul Jocul cu moartea. Continuă să citească foarte mult, fiind arhivar la Judecătoria din Turnu Măgurele.
1920 - Debutează în ziarul Victoria din Turnu Măgurele cu un pamflet, Mai puțină ingratitudine, cu referire la pensia mizerabilă a văduvei lui Coșbuc.
1921 - Publică în Ziarul științelor și al călătoriilor, sub pseudonimul Mitroi Th. Ștefan, articolul Note de drum, povestind o experiență de viață ce va fi transfigurată în Jocul cu moartea. Debutează cu poezie în Adevărul literar artistic și în suplimentul literar al ziarului România nouă, condus de Ion Minulescu și Alfred Moșoiu. Colaborează și la Săgetătorul (Mihail Sorbul) și Universul literar.
1920-1922 - Urmează liceul, în particular, la Roșiorii de Vede (episod transferat în Pădurea nebună). În memoriile sale risipite, scriitorul insistă asupra studiilor pentru că nu-i place să treacă drept autodidact.
1924 - Intră în gruparea revistei Gândirea prin intermediul lui Cezar Petrescu, unde publică versurile care vor alcătui volumul de debut. Frecventează și cenaclurile literare ale Capitalei (Eugen Lovinescu, Mihail Dragomirescu) și cenaclul revistei Vieața nouă, condus de Ovid Densusianu.
1925 - Se căsătorește cu Nicolina Păun, învățătoare din Turnu Măgurele, iar peste un an se naște unicul său fiu, Horia, care va deveni medic și scriitor.
1926 - Pentru sonetul Viața, publicat în revista Țara noastră, condusă de Octavian Goga, este premiat de Societatea Scriitorilor Români. Efectuează stagiul militar.
1927 - Debutează editorial cu volumul Poeme simple, premiat de Societatea Scriitorilor Români.
1928 - Își încheie studiile liceale (bacalaureatul în 1931 la Pitești) și se înscrie la Facultatea de Litere din București, cu licența în 1932. Este funcționar public. După alte surse, Zaharia Stancu nu și-ar fi încheiat studiile.
1932 - La începutul anului, apare revista Azi, avându-l ca director pe Zaharia Stancu, la care au colaborat scriitori străluciți: Eugen Ionescu, Mircea Eliade, Vladimir Streinu, Ion Pillat, Ion Vinea, Gib Mihăescu, Alexandru Sahia, Geo Bogza. Azi a apărut până în 1940. Este și redactor la Credința.
1934 - Alcătuiește Antologia poeților tineri cu o postfață de Ion Pillat, un adevărat eveniment literar.
1937 - Împreună cu Constantin Clonaru editează cotidianul Lumea Românească, apărut până în 1940. Ziar de stânga (Geo Bogza publică reportaje de pe fronturile din Spania), polemizează cu Stelian Popescu de la Universul, ziar fascizant.
1943 - Este internat în lagărul de la Târgu-Jiu, de unde impresii cristalizate în volumul Zile de lagăr.
1946 - Este numit director al Teatrului Național din București.
1948 - Apare romanul Desculț, a cărui redactare începuse cu un an în urmă, sub forma memorialistică directă, și tipărită, în serial, în săptămânalul Contemporanul. Până în 1988 apăruseră peste 20 de ediții și fusese tradus în 24 de limbi.
1949 - În adunarea generală din 25-27 martie s-a hotărât înființarea Uniunii Scriitorilor. Președinte de onoare a fost ales Mihail Sadoveanu, iar președinte activ Zaharia Stancu.
1954-1955 – Este laureat al Premiului de Stat și membru al Academiei Române.
1964 - Devine deputat în Marea Adunare Națională.
1962-1964-1966-1972 - Este ales și reales în funcția de Președinte al Uniunii Sriitorilor, „cel mai profund, frumos și devotat breslei” (Alexandru Balaci).
1971 - Primește premiul internațional "Gottfried von Herder".
1972 - La împlinirea vârstei de 70 de ani este sărbătorit ca o mare valoare națională.
1974 - La 5 decembrie moare la București.

## Opera

### Poezie
- Poeme simple, București, 1927;
- Antologia poeților tineri, București, 1934;
- Tălmăciri din Serghei Esenin, București, 1934;
- Albe, poeme, București, 1937;
- Clopotul de aur, versuri, București, 1939;
- Iarba fiarelor, București, 1941;
- Ani de fum, versuri, București, 1944;
- Cântec șoptit, versuri, București, 1970;
- Șaptezeci, versuri, antologie și pref. de A. Martin, București, 1972;
- Sabia timpului, versuri, București, 1972;
- Poeme cu luna. București, 1974;

### Nuvele și romane
- Oameni cu joben, roman, București, 1941;
- Brazda îngustă și adâncă, București, 1944;
- Zile de lagăr, București, 1945;
- Secolul omului de jos, București, 1946;
- Clopotul, București, 1947;
- Desculț, București, 1948; reeditat în 1960, 1968, 1970, 1973 etc.
- Dulăii, roman, București, 1952;
- Florile pământului, București, 1958;
- Darie, București, 1960;
- Jocul cu moartea, roman, București, 1962; reeditat în 1966 și 1968
- Costandina, povestiri, București, 1962;
- Pădurea nebună, roman, București, 1966; reeditat în 1972
- Șatra, roman, București, 1968;
- Vântul și ploaia, I-III, București, 1969 (vol. 1 - Vulpea; vol. 2 - Frigul; vol. 3 - Roza);
- Povestiri de dragoste. Groapa. Lupoaica. Costandina. Uruma. Liliacul. Ce mult te-am iubit. București, 1970;
- Ce mult te-am iubit, roman, București, 1970;
- Desculț, roman, cu 20 de gravuri în lemn de Fred Micos, București, 1973;
- Să nu uiți, Darie, antologie și pref. de Adriana Mitescu, București, 1973;
- Uruma, roman, București, 1974;

### Publicistică
- Triumful rațiunii, culegere de articole, București, 1973;
- Pentru oamenii acestui pământ. Articole, cuvântări, interviuri, confesiuni. 1961-1971, București, 1971;

## Distincții
- Ordinul „Meritul Cultural” în gradul de Cavaler, clasa I (1947)
- Ordinul Muncii clasa I (30 decembrie 1957) „cu ocazia celei de a zecea aniversări a proclamării Republicii Populare Romîne și pentru merite deosebite în îndeplinirea sarcinilor date de Partidul Muncitoresc Romîn, pentru merite deosebite pe tărîmul construcției de stat, economice, sociale, culturale și obștești”[24]
- Ordinul „Steaua Republicii Populare Romîne” clasa a III-a (12 august 1959) „pentru activitate rodnică în dezvoltarea științei și culturii din Republica Populară Romînă”[25]
- Ordinul „Steaua Republicii Populare Romîne” clasa I (17 octombrie 1962) „pentru merite deosebite în domeniul creației literare, cu prilejul implinirii a 60 de ani de la nașterea sa”[26]
- Ordinul „Meritul Cultural” clasa I (26 septembrie 1966) „pentru merite deosebite în activitatea literară, artistică și de răspîndire a culturii naționale, cu prilejul Centenarului Academiei Republicii Socialiste România”[27]
- titlul de Erou al Muncii Socialiste și medalia de aur „Secera și ciocanul” (4 mai 1971) „cu prilejul aniversării a 50 de ani de la constituirea Partidului Comunist Român, [...] pentru merite deosebite în domeniul științei, artei și culturii”[28]
- Ordinul „Victoria Socialismului” (10 octombrie 1972) „pentru îndelungata și rodnica activitate în domeniul creației literare și pentru contribuția deosebită adusă la înfăptuirea politicii partidului de înflorire a culturii socialiste în patria noastră, cu prilejul împlinirii vîrstei de 70 de ani”[29]

## Imagini

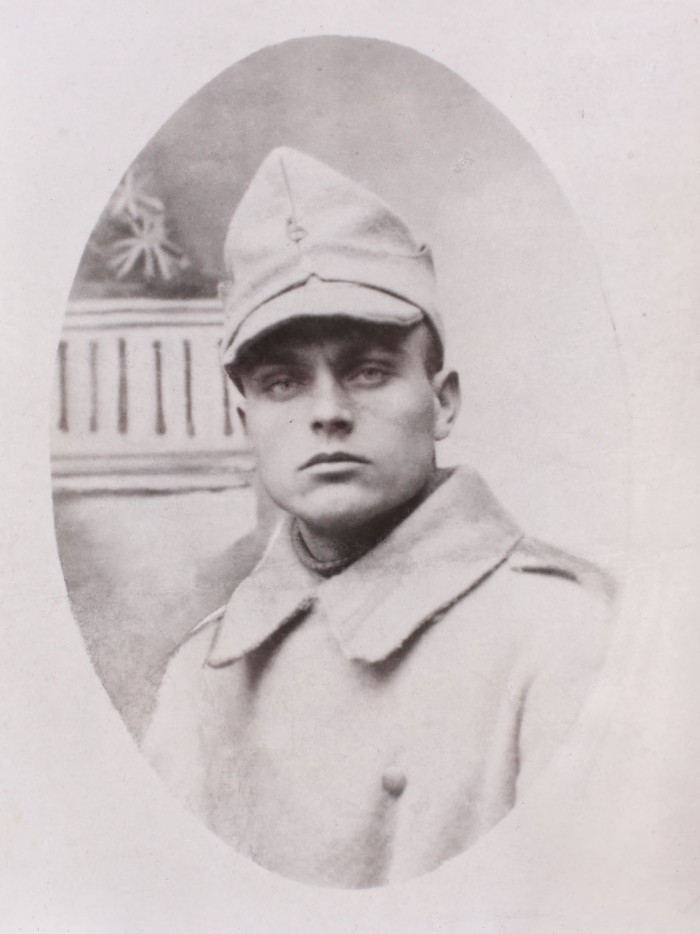
Zaharia Stancu, soldat în Regimentul 6 Roșiori, 1926
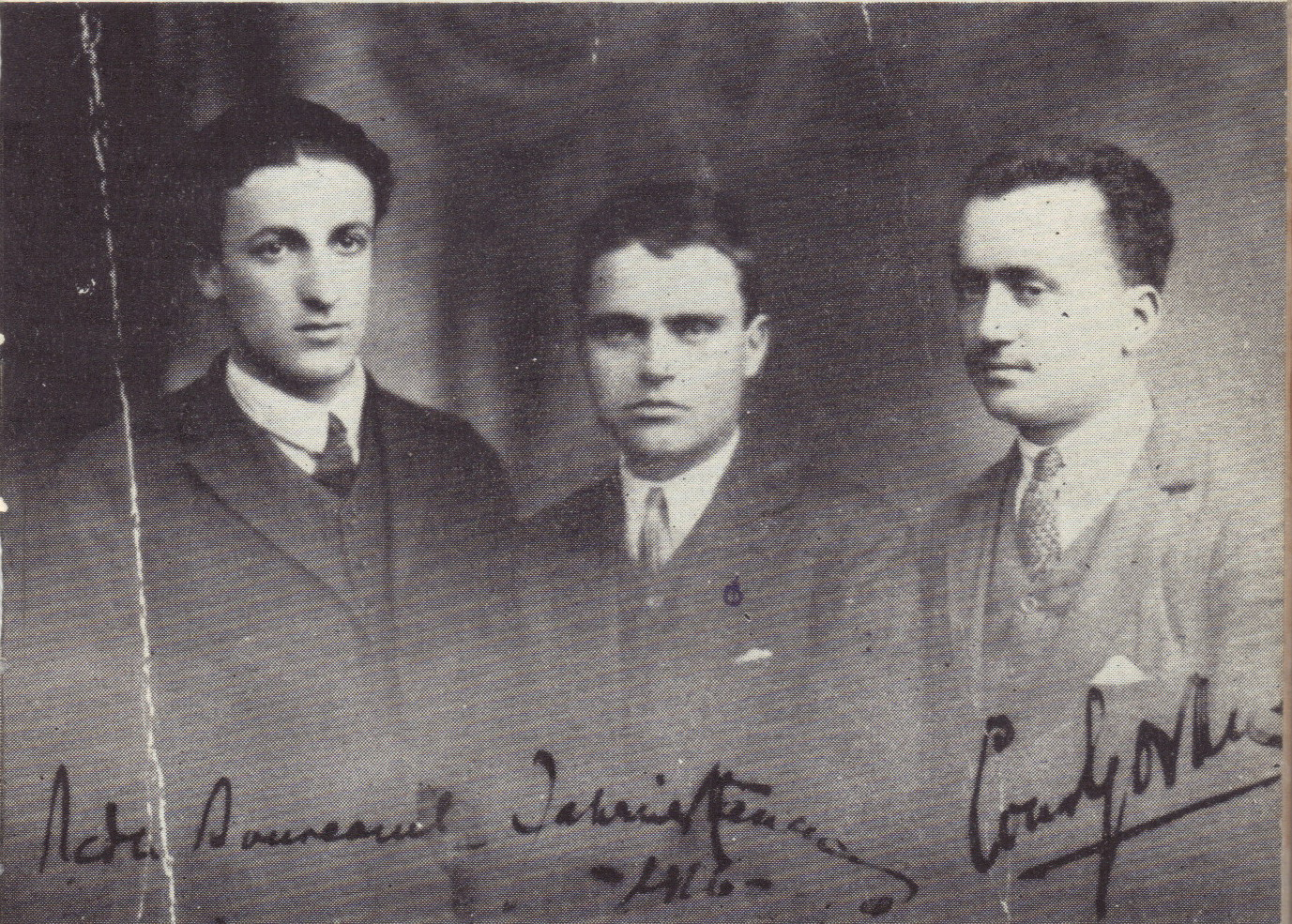
Radu Boureanu, Zaharia Stancu și Constantin Goran, București, 1926
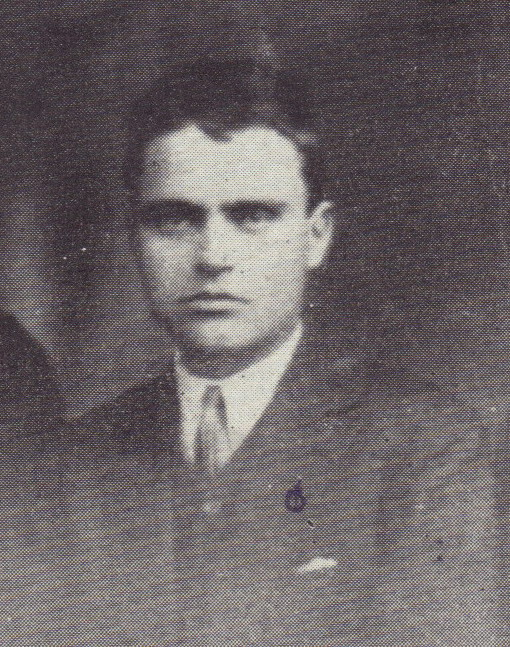
Zaharia Stancu, 1926
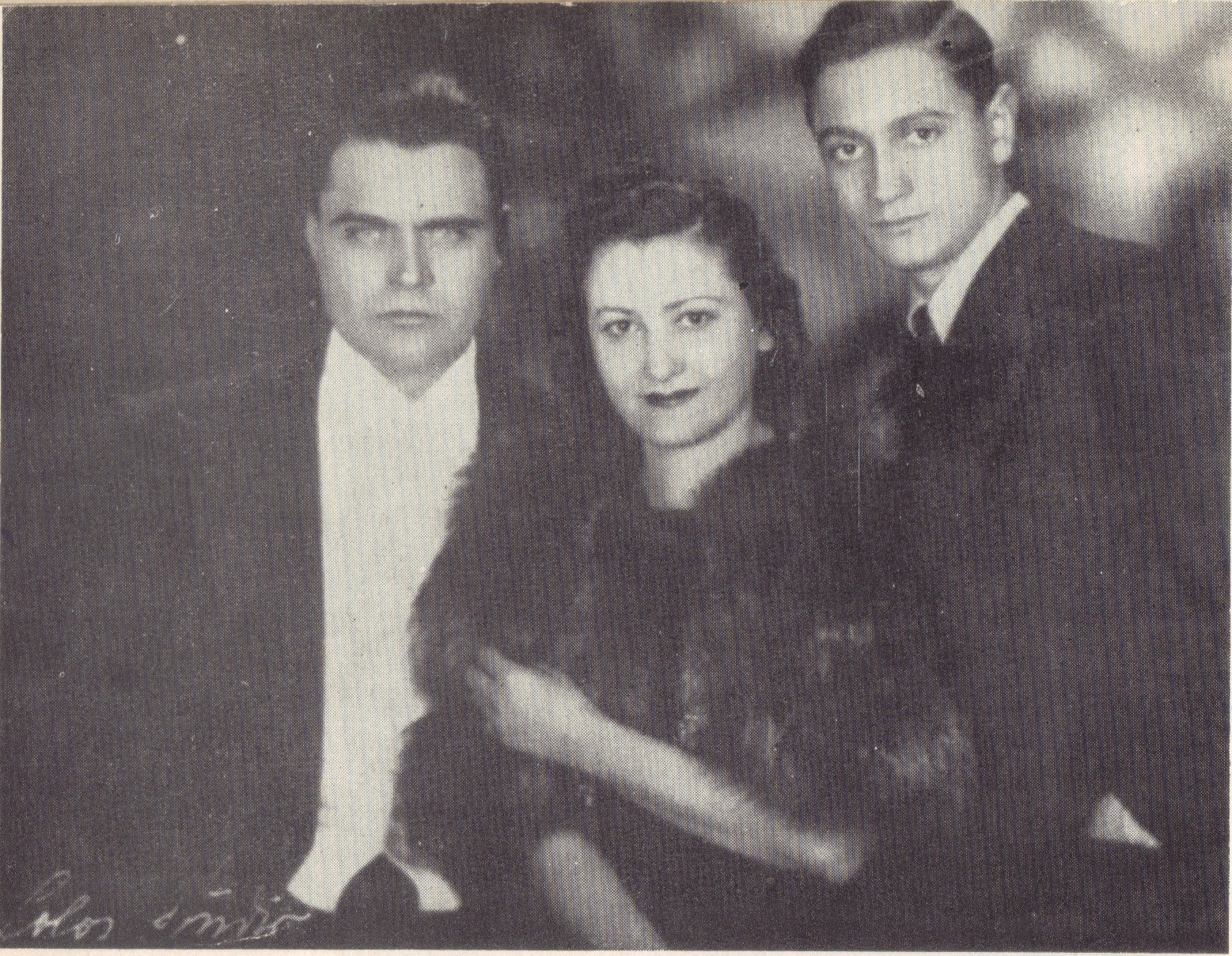
Zaharia Stancu, cu soția și fiul, Horia Stancu
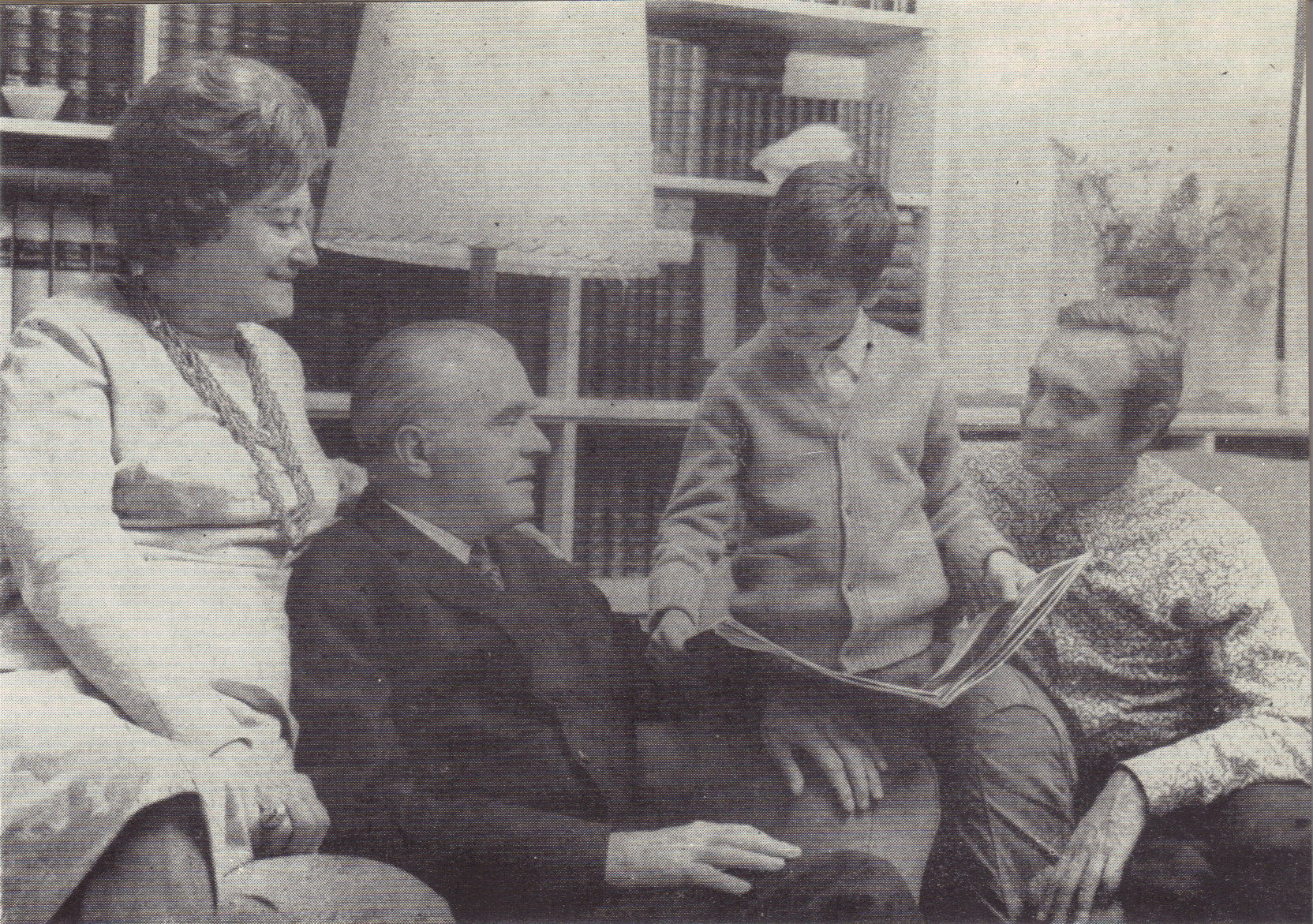
Zaharia Stancu cu soția, fiul (Horia Stancu) și nepotul Alexandru-Darie
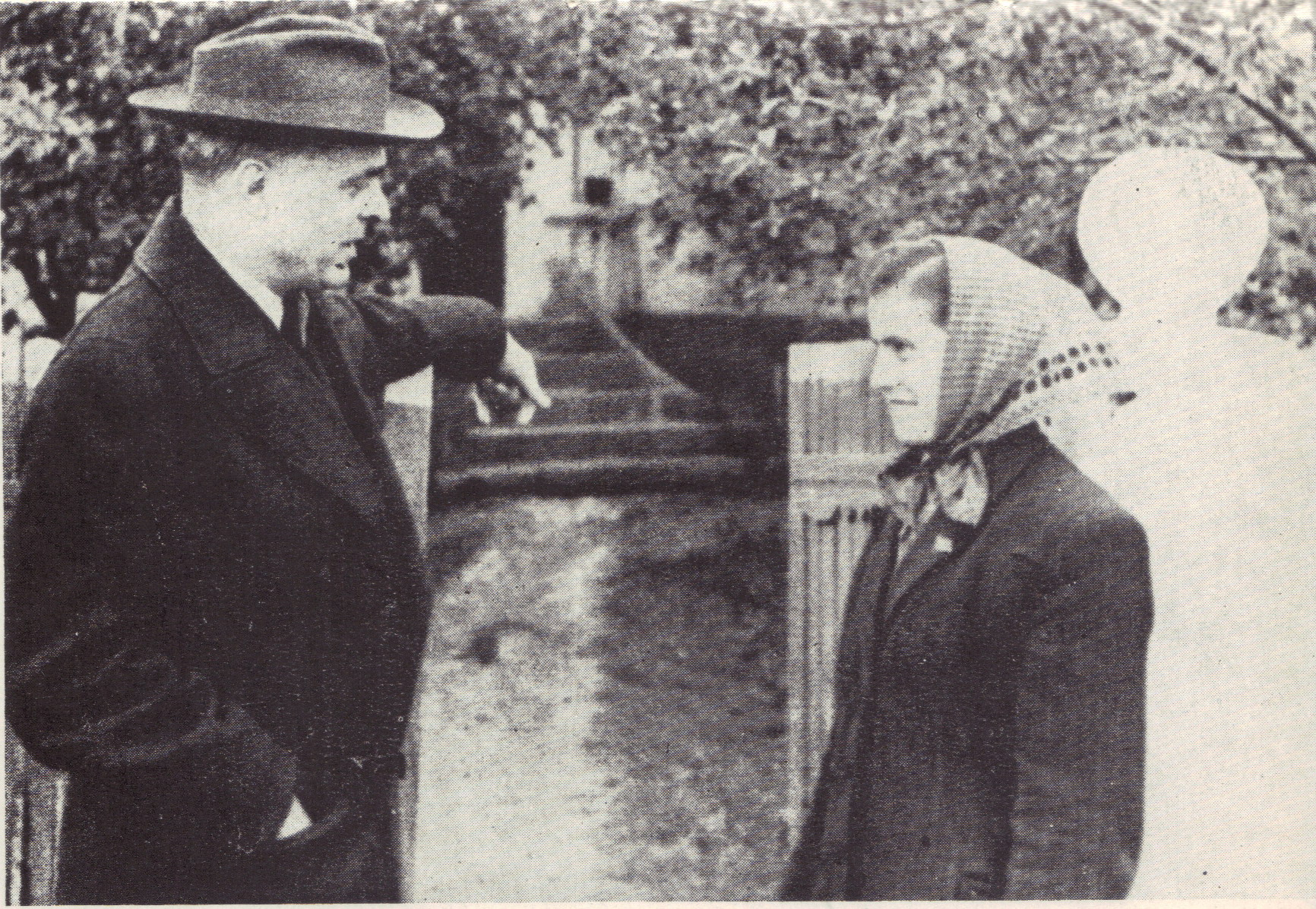
Zaharia Stancu în satul natal
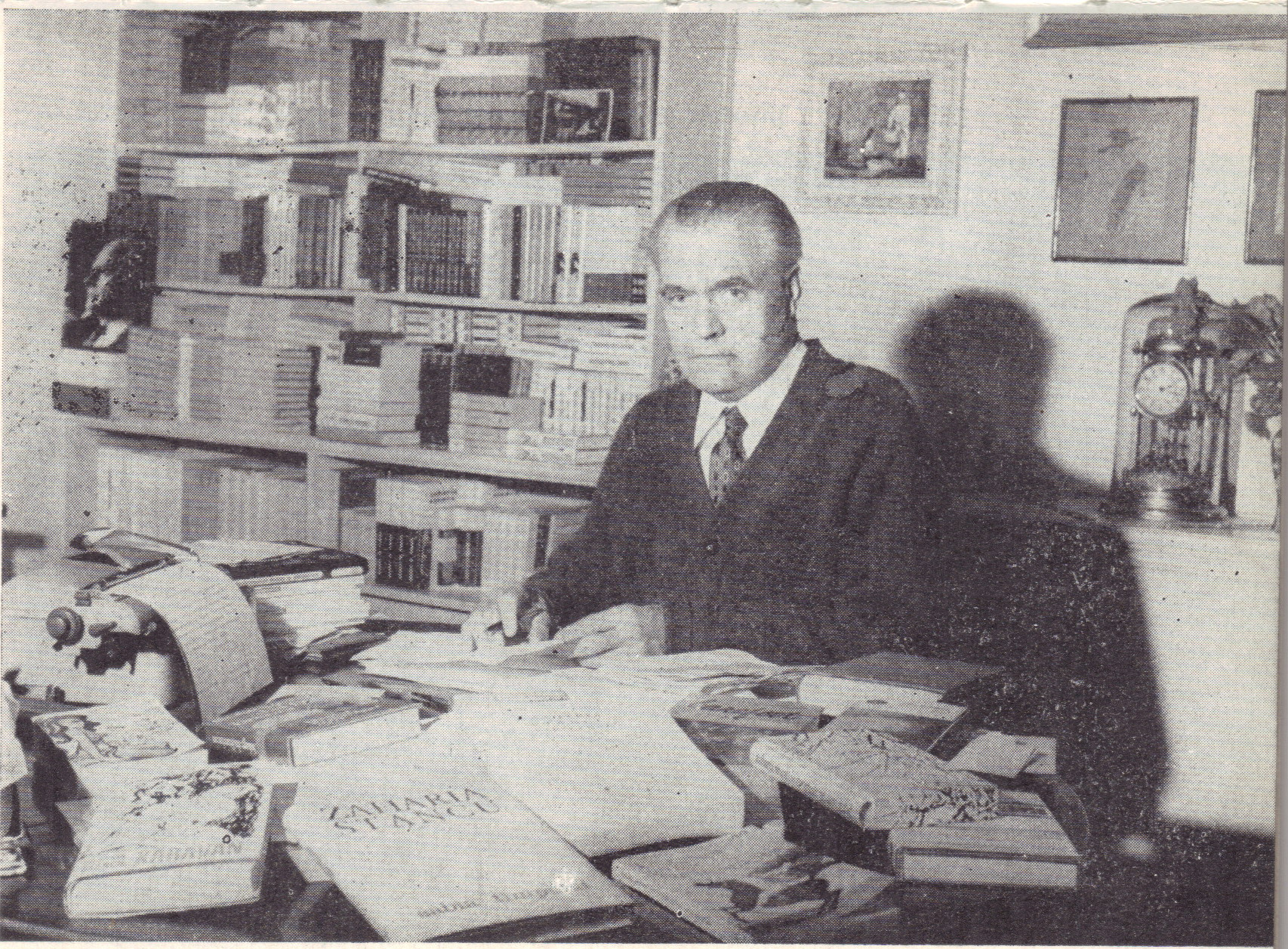
Zaharia Stancu la biroul său de lucru
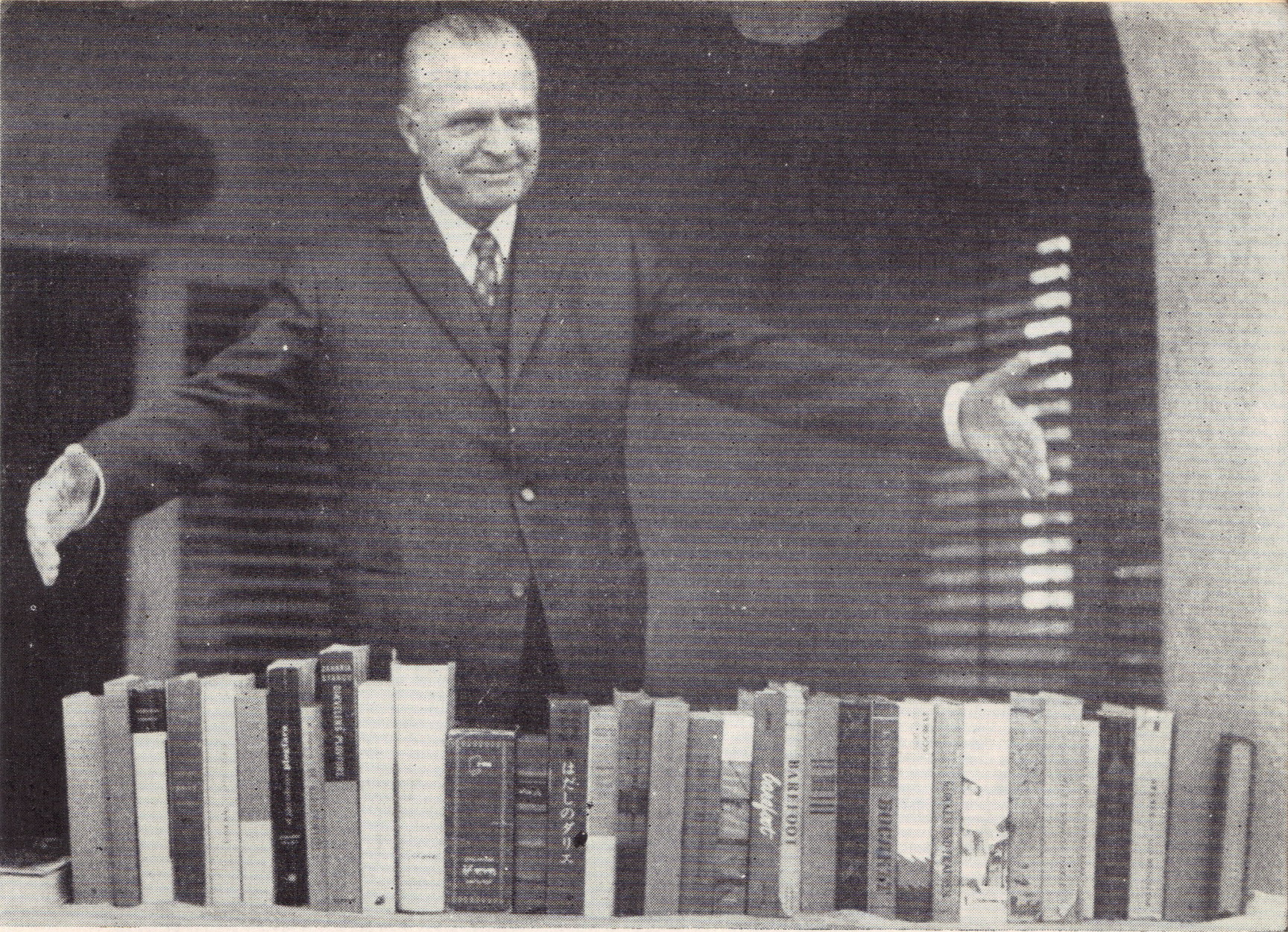
Zaharia Stancu cu traducerile romanului Desculț apărute în 34 de limbi străine
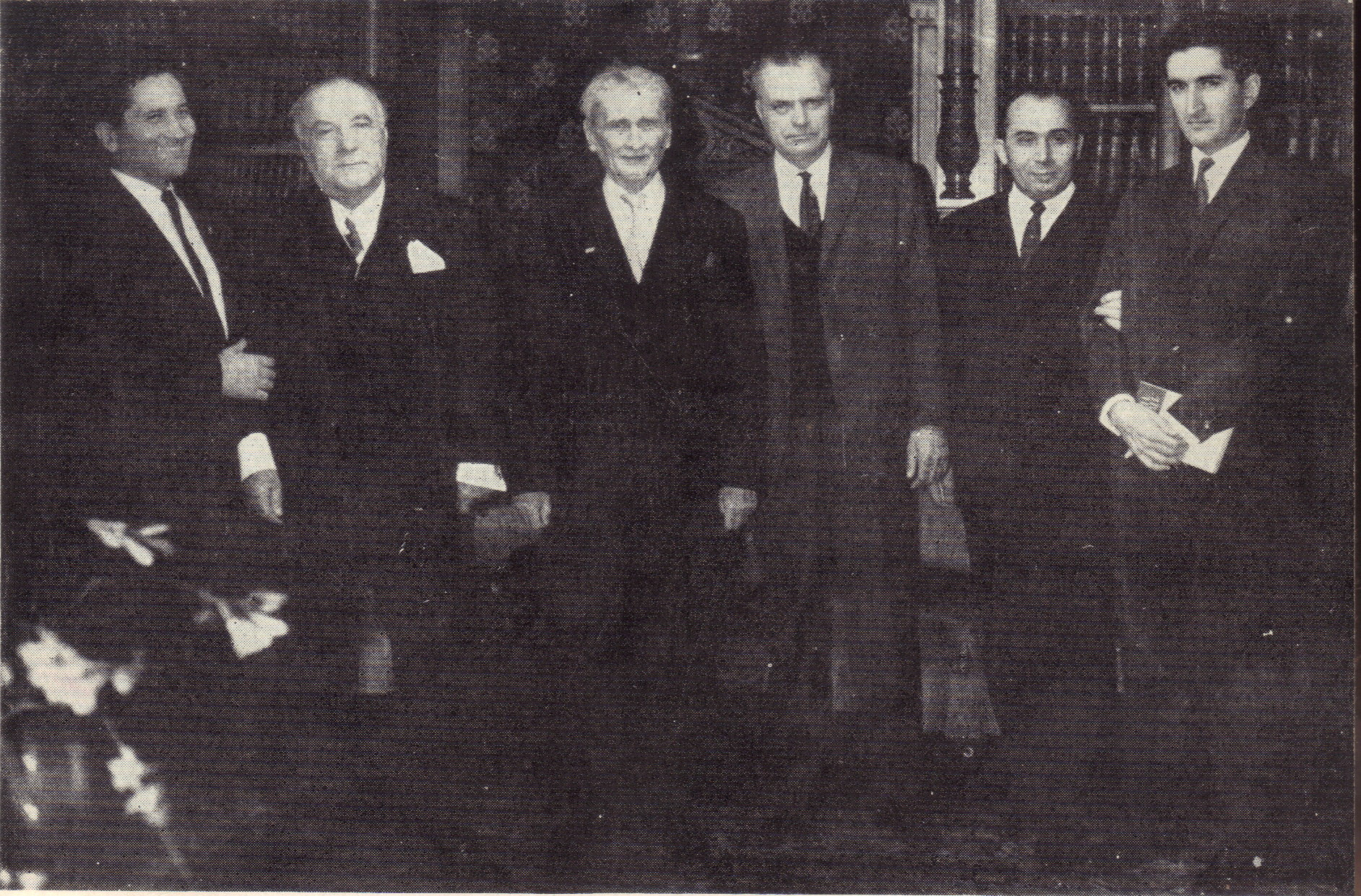
Zaharia Stancu în mijlocul confraților scriitori
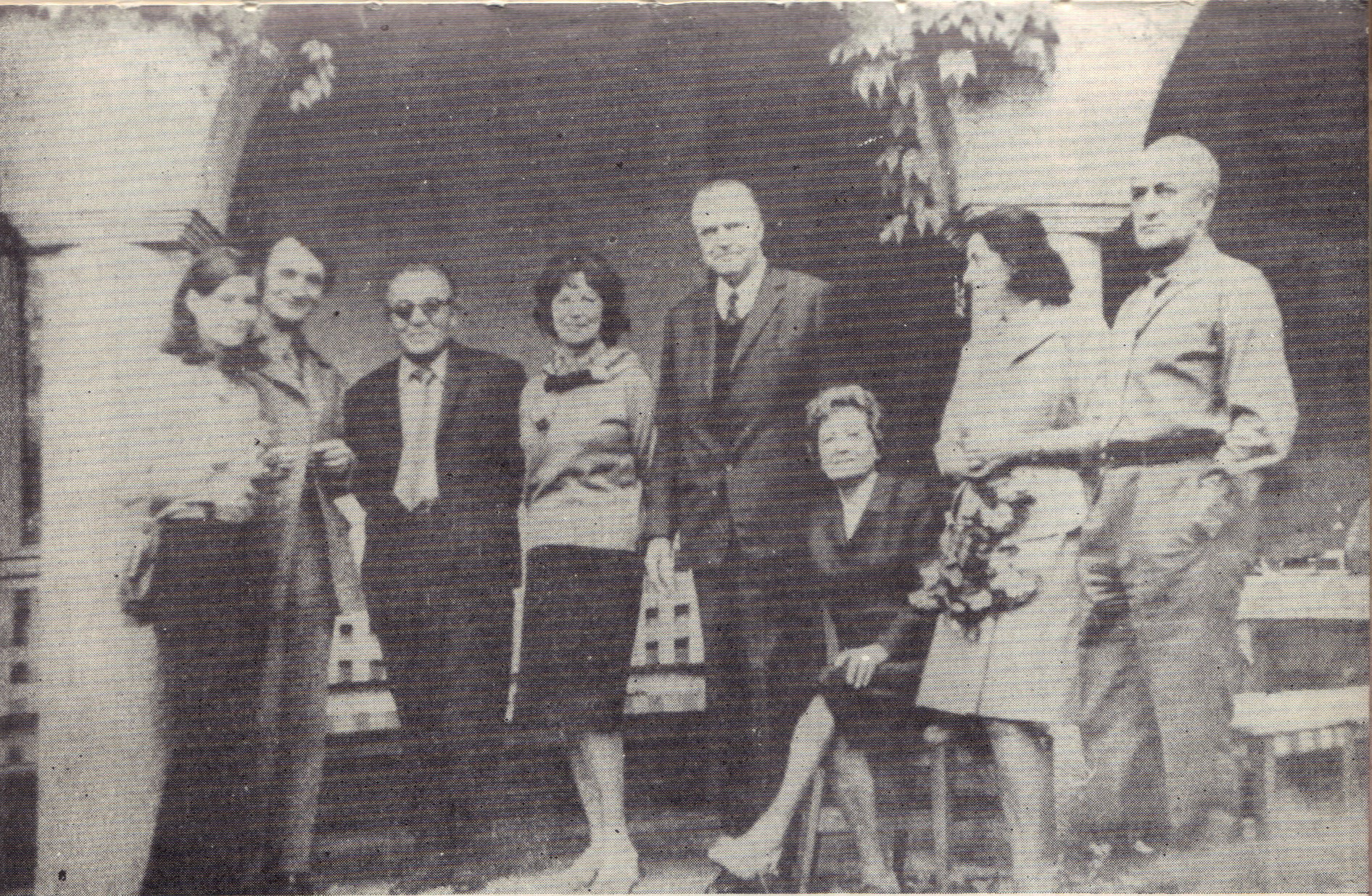
Zaharia Stancu în mijlocul confraților scriitori (Laurențiu Fulga, Radu Boureanu ș.a.)
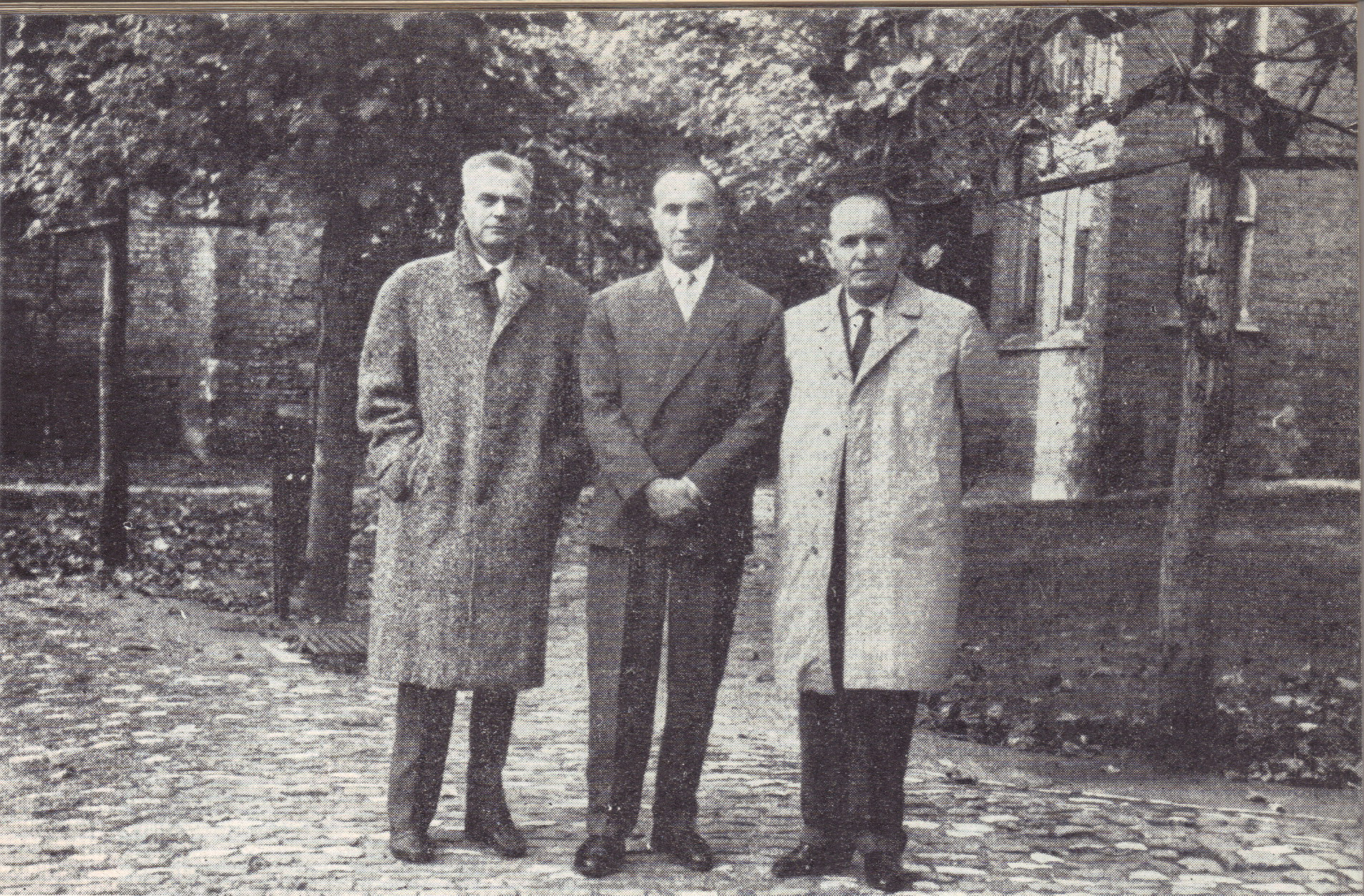
Zaharia Stancu împreună cu prof.dr. Ștefan Milcu și cu scriitorul Ion Pas în Belgia
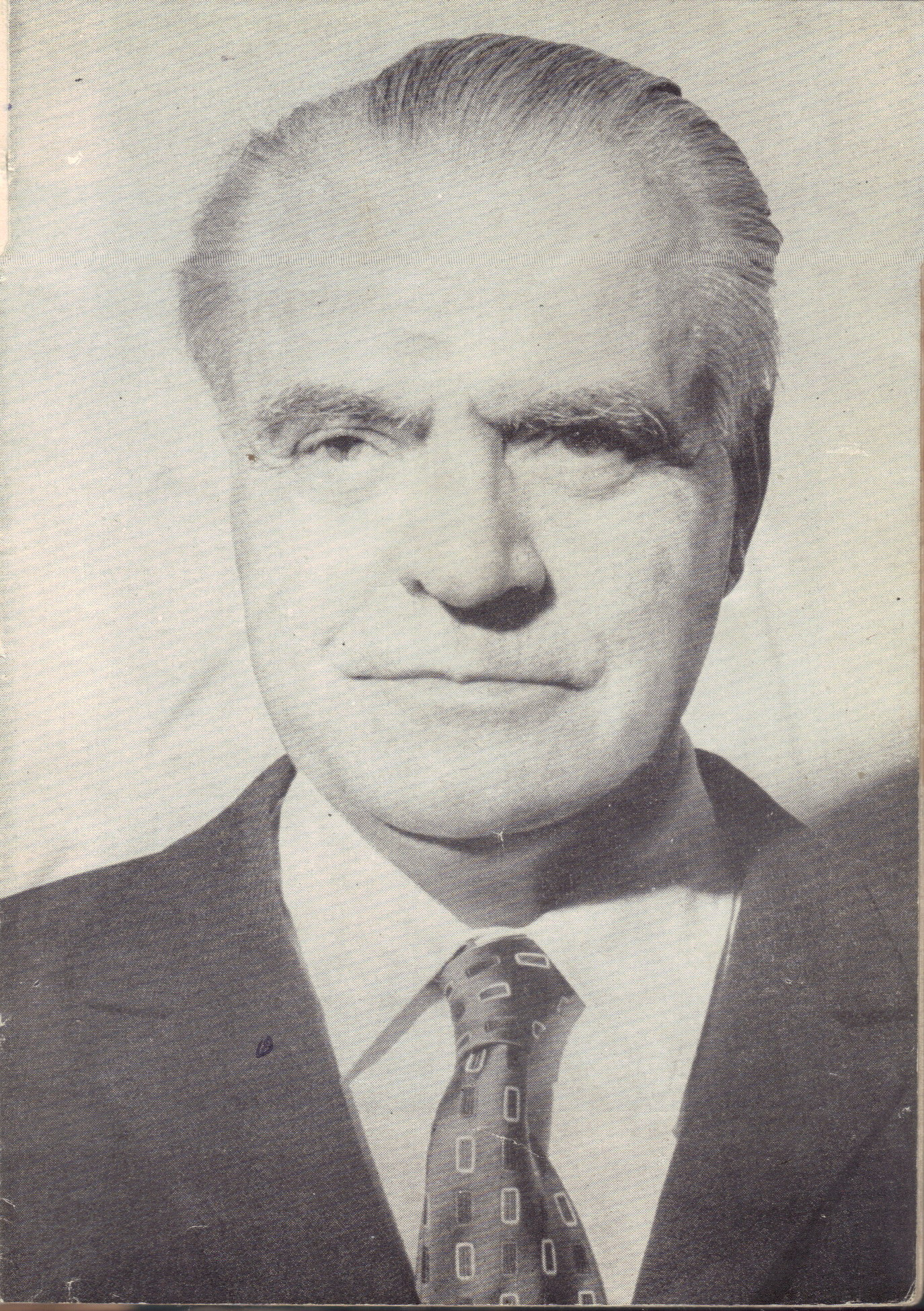
Zaharia Stancu la anii senectuții